# Stuart-ház
A Stuart–ház (eredetileg Stewart-ház) a Skót Királyság, később az Angol Királyság, végül Nagy-Britannia Egyesült Királyságának uralkodóháza volt. A Stewart név egy régi skót udvari címből – High Stewards of Scotland, azaz Skócia főudvarmestere – származik, amelyet 1150 körül nyertek el a Stewardok, majd apáról fiúra szállt egészen addig, amíg a cím hetedik viselőjét II. Róbert néven skót királlyá nem választották. Egyik leszármazottja, Stuart Mária királynő használta először a név francia alakját, a Stuart-ot.
A Stuart-ház kisebb megszakításokkal 336 évig uralkodott a Skót Királyságban, 1371 és 1707 között. I. Erzsébetnek, Anglia királynőjének legközelebbi örököse VI. Jakab skót király (Angliában I. Jakab néven) volt, aki Erzsébet nagyapjának, VII. Henriknek – a Tudor-ház alapítójának – ükunokája volt, mivel VII. Henrik lánya, Tudor Margit IV. Jakab skót királyhoz ment feleségül, s ő szülte V. Jakab skót királyt, akinek a lánya, Stuart Mária volt VI. Jakab édesanyja. Stuart Jakab megörökölte az Angol Királyság és az Ír Királyság trónját, így mindhárom szigeti nép feje lett, ráadásul 1603 és 1625 között a francia trónért is küzdhetett. Ez utóbbi időszak alatt a Stuartok Nagy-Britannia uralkodóinak hívatták magukat, bár parlamentáris unió a Stuart-ház utolsó királynőjének, Annának uralkodásáig nem létezett. A Stuartokat a Hannover-ház követte, az ő dinasztiájuk protestáns szemszögből volt fontos, elsősorban Írország londoni kormányzat alá vonásának ügyében. Az eredeti Stewart/Stuart klán még mindig létezik, a családnak több száz élő leszármazottja van.

## Történelem
A Stuart-ház első ismert tagja I. Flaald (Seneschal Flaald/Flaald udvarmester), Dol-de-Bretagne és Combourg urának 11. századi breton követője. Flaald és közvetlen leszármazottai birtokolták Dol urának háznépében a Dapifer (étekhordó) örökölhető és tiszteletbeli tisztségét. Unokája, II. Flaald I. Henrik angol királyt támogatta, és sorsdöntő lépést tett azzal, hogy Bretagne-ból Britanniába ment, amely a Stewartok későbbi szerencséjének bölcsője (beleértve azt a lassan kialakuló, hosszantartó hagyományt, miszerint a normandiai (de) Ferrer nemesi családból házasodnak). Walter a Steward (–1177), II. Flaald unokája, a Shropshire–beli Oswestry-ben született. Testvérével, Vilmossal együtt, aki a Fitzalan család leszármazottja volt (Arundel grófja), Matilda császárnét támogatta az anarchiának nevezett időszakban. Matildát nagybátyja, I. Dávid skót király segítette, Walter pedig követte Dávidot északra 1141-ben, miután Matildát István angol király fogságba ejtette. Walter földbirtokot kapott Renfrewshire-ben és a Lord High Steward (főudvarmester) címet is neki adták. IV. Malcolm skót király örökölhetővé nyilvánította ezt a tisztséget, mely így Walter fiára szállt, aki felvette a Stewart nevet. A hatodik High Steward of Scotland (Skócia főudvarmestere), Walter Stewart (1293-1326), feleségül vette Marjorie Bruce-t, I. (Bruce) Róbert lányát, és fontos szerepet játszott a Bannockburnnél vívott csatában, így kapcsolatai révén szerzett hírnevet. Fiuk, II. Róbert skót király a Bruce-ház örököse volt, végül a skót trónra került, amikor nagybátyja, II. Dávid utód nélkül hunyt el 1371-ben.
1503-ban, IV. Jakab skót király megpróbálta megerősíteni a békét Angliával, ezért elvette VII. Henrik leányát, Tudor Margitot. Fiuk, a későbbi V. Jakab születése tette a Stewart-házat a Tudor-ház közvetlen örökösévé, és az angol trón várományosává. Tudor Margit később Archibald Douglasnak, Angus 6. grófjának felesége lett, lányuk, Margaret Douglas, Stuart Henriknek, Darnley urának anyja. 1565-ben Henrik elvette elsőfokú unokatestvérét, I. Mária skót királynőt, aki V. Jakab lánya volt. Henrik apja, Matthew Stuart, Lennox 4. grófja, a Stuart/Stewart-ház lennoxi ágának tagja volt. Matthew gróf apai ági felmenője Alexander Stewart, Skócia 4. főudvarmestere, anyai ági őse II. Jakab skót király volt, így előkelő helyen szerepelt a trónöröklési sorban. De megelőzte őket a Hamilton család.
Feudális és dinasztikus szempontból a skótok többször francia segítségre támaszkodtak, II. Károly angol király uralkodása alatt, akinek törvénytelen fia született Louise de Kérouaille, Portsmouth hercegnőjétől. Ez az ág kapta meg a fő Stuart-Lennox örökséget: a skót Lennox-ot és a francia uralkodótól Aubigny-t. Az ékkő azonban a Tudor-apanázs Richmond hercegség volt.

## A Stuart-ház fontosabb vezetői

### Stuart mormaerek[m 2]
A Lennox urai a mormaer címet viselték, amely átalakult Lennox grófjává. A Stewart család beházasodott a mormaer címet viselő klán uralkodó családjába. Bármelyik kék névre kattintva a Lennox grófja oldalra jut, ahol részletesebben olvashat az adott személyről.
- Maol Domhnaich / Maldoven (–1250), mormaer / Lennox 3. grófja, az előző fia. Felesége Elisabeth Stewart
- Malcolm (–1290/1292) léte kérdéses, az előző fia?
- Maol Choluim I / Malcolm (–1303), mormaer[m 2] / Lennox 4. grófja, az 3. gróf fia
- Maol Choluim II / Malcolm (–1333), mormaer / Lennox 5. grófja, az előző fia
- Domhnall / Donald (–1365), mormaer / Lennox 6. grófja, az előző fia
- Margaret (-1384), Lennox 7. grófnője, az előző lánya. Férje: Baltar mac Amlaimh / Walter de Fasselane
- Donnchadh / Duncan (1345–1425), mormaer / Lennox 8. grófja, az előző fia
- Isabel (~1370–~1458) Lennox 9. grófnője, az előző lánya. Férje: Murdoch Stewart (1362–1425), Albany 2. hercege
- Elizabeth (–1429), a 8. gróf lánya, Isabel testvére fia Férje: John Stewart of Darnley

### Skócia főudvarmesterei
- Alan fitz Flaad (1070 Dol-de-Bretagne – 1114)[m 3]
- Walter fitz Alan (~1110 Melrose apátság – 1178), Skócia 1. főudvarmestere [m 4]
- Alan fitz Walter(1140–1204), Skócia 2. főudvarmestere[m 5]
- Walter Stewart (~1198 – 1246), Skócia 3. főudvarmestere[m 6]
- Alexander Stewart (~1214–1283), Skócia 4. főudvarmestere[m 7]
- James Stewart (1260? - 1309. július 16.), Skócia 5. főudvarmestere[m 8]
- Walter Stewart (1292 – 1327. április 9.), Skócia 6. főudvarmestere[m 9]

### Skót uralkodók
- II. Róbert (1371–1390)
- III. Róbert (1390–1406)
- I. Jakab (1406–1437)
- II. Jakab (1437–1460)
- III. Jakab (1460–1488)
- IV. Jakab (1488–1513)
- V. Jakab (1513–1542)
- I. Mária (1542–1567)
- VI. Jakab (1567–1625)

### Anglia, Skócia és Írország uralkodói
- I. Jakab angol király / VI. Jakab skót király (1603–1625)
- I. Károly angol király Anglia és Skócia királya (1625–1649)
- interregnum
- II. Károly, Anglia és Skócia királya (1660–1685) – Restauráció
- II. Jakab angol király / VII. Jakab skót király (1685–1688) (1688-as eltávolítása után 1701-ben bekövetkezett haláláig trónkövetelő)
- II. Mária, Anglia és Skócia királynője (1689–1694) – III. Vilmos angol király / II. Vilmos skót királlyal együtt, aki az Oránia–Nassaui-ház tagja, I. Károly angol király unokájaként
- I. Anna, Anglia és Skócia királynője (1702–1707)

### Nagy-Britannia és Írország uralkodói
- I. Anna, Nagy-Britannia királynője (1707-1714)

### Jakobitatrónkövetelők
- James Francis Edward Stuart, ellenfelei „idősebb trónkövetelő”-nek (Old Pretender), támogatói „a vízen túli királynak (the King Across the Water) nevezték, VIII. Jakab skót és III. Jakab angol királyként nyújtotta be a trón iránti igényét (1701–1766)
- Charles Edward Stuart, akit az angolok csak „fiatal trónkövetelő”-nek (Young Pretender) hívtak), III. Károlyként szeretett volna trónra kerülni. A skótoknak ő a „csinos Károly herceg” (Bonnie Prince Charlie) (1766–1788)
- Henry Benedict Stuart, IX. Henrikként követelte a trónt (1788–1807)

## A ház címerpajzsai
- Stewart klán
- II. Róbert skót király
- David Stewart, majd Strathearn grófjai és Caithness grófjai
- III. Róbert skót király, korábban Carrick grófja
- Alexander Stuart (1514–1515), Ross hercege, IV. skót király fia
- VI. Jakab skót király, majd...
- ... VI. és I. Jakab, Skócia és Anglia királya
- Charles Stuart (1630–1685), Wales hercege, Cornwall hercege és Rothesay hercege, utóbb II. Károly angol király,
- James Stuart (1633–1701), York hercege, Albany hercege, utóbb II. Jakab angol király,
- Stuart Henrik (1640–1660), Gloucester hercege, Cambridge grófja
- II. Stuart Mária, Anglia és Írország királynője,
- Anne Stuart, Nagy-Britannia királynője
- James Crofts, majd James Scott (1649–1685), Monmouth 1. hercege, Buccleuch 1. hercege, II. Károly angol király törvénytelen fia
- Henry Scott, Buccleuch 3. hercege, (1746–1812), Queensberry 5. hercege
- Charles Montagu-Scott, Buccleuch 4. hercege (1772–1819), Queensberry 6. hercege
- Walter Montagu Douglas Scott, Buccleuch 5. hercege (1806–1884), Queensberry 7. hercege
- Walter Montagu Douglas Scott, Buccleuch 8. hercege (1894–1973), Queensberry 8. hercege
- Charles FitzCharles (1657–1680), Plymouth 1. grófja, II. Károly angol király legális fia
- Henry FitzRoy (1663–1690), Grafton 1. hercege, Euston 1. grófja, Ipswich 1. vikomtja, 1. báró Sudbury
- George FitzRoy, Northumberland 1. hercege (1665–1716)
- Charles Beauclerk (1670–1726), St Albans  1. hercege,
- Charles Beauclerk (1696–1751), St Albans 2. hercege
- Charles Lennox (1672–1723), Richmond 1. hercege (II), Lennox 1. hercege, Aubigny hercege.
- Charles Lennox (1764–1819),  Richmond 3. hercege (II), Lennox 3. hercege, Aubigny hercege.
- Charles Gordon-Lennox (1791–1860), Richmond 6. hercege (II), Lennox 6. hercege, Aubigny hercege.
- Charles Michel Fitz-James (1794–1835), Alba 14. hercege grandee Spanyolország, Liria és Xerica hercege, Berwick hercege
- Robert Stewart, (1340–1420), Albany 1. hercege
- Murdoch Stewart (1362–1425), Albany 2. hercege
- Alexander Stuart (–1489), Lord Avandale
- Andrew Stuart, 1. Lord Ochiltree
- James Stewart, (–1595), Arran grófja
- Alexander Stuart (1557–), Ardvorlich 1. lordja
- John Stewart of Darnley
- Alexander Stuart, Buchan 1. grófja
- John Stewart of Darnley (1380–1429), Aubigny és Concressault 1. ura, Évreux 1. grófja, pair
- Stuart Henrik, Lord of Darnley (1565–1567), Albany hercege
- John Stewart (~1430–1495)), Lennox 1. grófja (II). Ezt a címerpajzsot használta a 2-4. gróf (II) és az 1. grófok (III, IV).
- Esmé Stewart, (1542–1583), Lennox 1. grófja (V), majd Lennox 1. hercege (I). Ezt a címerpajzsot használta az első kreáció összes hercege.
- James Stuart, (–1710), Bute 1. grófja
- John Stuart, (1713–1792) Bute 3. grófja, Nagy-Britannia miniszterelnöke (1762–1763).
- Alexander Stewart (–1649), Galloway 1. grófja és leszármazottai
- Stewart of Rothesay bárói
- Stewart of Atholl
- Stewart of Barclye
- Stewart of Garlies
- Stewart of Minto
- Stewart of Physgill
- Walter Stewart (–1617), 1. Lord Blantyre és leszármazottai

## Fordítás
- 2021: Ez a szócikk részben vagy egészben  a   The House of Stuart című angol Wikipédia-szócikk ezen változatának fordításán alapul.  Az eredeti cikk szerkesztőit annak laptörténete sorolja fel. Ez a jelzés csupán a megfogalmazás eredetét és a szerzői jogokat jelzi, nem szolgál a cikkben szereplő információk forrásmegjelöléseként.
- 2024 címerpajzsok: Ez a szócikk részben vagy egészben  az   Armorial of the House of Stuart című angol Wikipédia-szócikk ezen változatának fordításán alapul.  Az eredeti cikk szerkesztőit annak laptörténete sorolja fel. Ez a jelzés csupán a megfogalmazás eredetét és a szerzői jogokat jelzi, nem szolgál a cikkben szereplő információk forrásmegjelöléseként.